# Ропанг (район)
Ропа́нг (індонез. Ropang) — один з 24 районів округу Сумбава провінції Західна Південно-Східна Нуса у складі Індонезії. Розташований у центрально-південній частині. Адміністративний центр — село Ропанг.
Населення — 5101 особа (2012; 5014 в 2010).

## Адміністративний поділ
До складу району входять 5 сіл:
| Населений пункт | Населення, осіб (2010) |
| --------------- | ---------------------- |
| Лавін, село     | 1029                   |
| Лебангкар, село | 1309                   |
| Лебін, село     | 644                    |
| Ранан, село     | 570                    |
| Ропанг, село    | 1462                   |